# Gruszka (obwód iwanofrankiwski)
Gruszka (ukr. Грушка) – wieś na Ukrainie w rejonie tłumackim obwodu iwanofrankiwskiego. 
W II Rzeczypospolitej wieś w powiecie tłumackim województwa stanisławowskiego. W latach 1944–1945 nacjonaliści ukraińscy z OUN-UPA zamordowali tutaj 12 Polaków. W styczniu 1945 zamordowali też księdza greckokatolickiego Dymitra Ursynowicza za to, że w kazaniach potępiał mordy na Polakach.